# Ordine per il Grande Amore per il Turkmenistan Indipendente
L'Ordine per il Grande Amore per il Turkmenistan Indipendente (in turkmeno: Garaşsyz Türkmenistana bolan beýik söýgüsi üçin) è un'onorificenza turkmena.

## Storia
L'ordine è stato istituito il 1º marzo 1999. Inizialmente, l'insegna aveva l'aspetto di una medaglia d'oro attaccata a una catena da portare al collo, poi, nel 2011, ha assunto la forma di una stella d'oro da indossare sul petto. Nel 2014 all'ordine è stata data una nuova veste, eliminando il profilo del primo presidente del Turkmenistan, Saparmyrat Nyýazow.

## Assegnazione
L'ordine viene assegnato per premiare i cittadini turkmeni e gli stranieri per premiare il loro grande contributo allo sviluppo dell'economia del Paese; l'aumento dell'efficienza produttiva; lo sviluppo della scienza e della tecnologia; il rafforzamento della capacità di difesa del Paese; i grandi successi nella cultura, nella letteratura, nell'arte, nella sanità e nelle attività statali e sociali; il rafforzamento della legge e dell'ordine; la formazione e l'istruzione delle giovani generazioni e lo sviluppo delle relazioni economiche e culturali tra il Turkmenistan e altri Stati e organizzazioni internazionali.
Gli insigniti dell'ordine ricevono un bonus pari a 15 volte il salario minimo e un supplemento mensile per salari, stipendi ufficiali, pensioni e borse di studio per un importo del 15% del salario minimo. Essi godono godono dei benefici nei casi e nei modi stabiliti dalla legislazione del Turkmenistan.
Essi godono di altri vantaggi previsti dalle leggi del Turkmenistan.

## Insegne

### Dal 1999 al 2011
L'insegna aveva la forma di un cerchio del diametro di 40 mm realizzata in oro rosso. Sul dritto, al centro, vi era l'immagine in oro bianco del profilo del Presidente del Turkmenistan Saparmyrat Nyýazow. Il profilo era delimitato da un ramo d'ulivo, un simbolo di pace, e dalla scritta "Presidente del Turkmenistan Saparmurat Turkmenbashi" in lingua turkmena.
Sul rovescio era presente l'immagine dello stendardo del Presidente del Turkmenistan, realizzata in oro bianco, con intorno l'iscrizione lungo la circonferenza "GARAŞSYZ TÜRKMENISTANA BOLAN BEÝIK SÖÝGÜSI ÜÇIN" in lingua turkmena.
L'insegna era collegata tramite un anello ad una catena d'oro lunga 58 cm realizzata a mano con tessitura Bismarck in oro rosso.

### Dal 2011 al 2014
L'insegna era una stella a otto punte del diametro di 45 mm realizzata in oro 750. Le punte terminavano con delle sfere. Tra i raggi della stella vi erano delle decorazioni formate da nove foglie smaltate di verde. Nella parte centrale della stella era presente un medaglione di smalto bianco del diametro di 22,5 mm con un ampio bordo di smalto rosso Nel medaglione era presente l'immagine di una mappa del Turkmenistan smaltata di verde, sopra la quale era presente l'immagine convessa e in oro del profilo del primo presidente del Turkmenistan Saparmyrat Nyýazow. Nella parte inferiore del cerchio erano raffigurati rami d'ulivo dorati, divergenti nei due sensi.
Il bordo del medaglione, largo 3,5 mm, recava la scritta "GARAŞSYZ TÜRKMENISTANA BOLAN BEÝIK SÖÝGÜSI ÜÇIN" in lettere d'oro, tempestata di sette zirconi nella parte inferiore.
L'insegna era attaccata con un anello a un blocco realizzato a forma di libro aperto alto 20 mm e largo 31 mm. Al centro di questo, su una colonna ricoperta smaltata di rosso, erano presenti le immagini di cinque tappeti turkmeni dorati. Il blocco era smaltato di verde e aveva un ornamento dorato.

### Dal 2014
L'insegna era una stella a otto punte del diametro di 44 mm realizzata in argento 925 placcato in oro e incorniciata lungo i bordi da 56 zirconi bianchi. Ogni punta termina con una sfera e contiene uno zircone rosso. Negli angoli ottusi tra le punte sono presenti sette foglie verdi.
Al centro dell'insegna è presente un cerchio del diametro di 22 mm recante, sullo sfondo di un'immagine di raggi solari, una mappa del Turkmenistan smaltata di verde e una sagoma convessa dorata dell'Arco dell'Indipendenza del Turkmenistan.
Sul lato esterno del cerchio centrale è presente un anello del diametro di 31 mm e largo 4 mm, ricoperto di smalto verde, con in alto la scritta "GARAŞSYZ TÜRKMENISTANA BOLAN BEÝIK SÖÝGÜSI ÜÇIN" e in basso rami di ulivo dorati divergenti.
L'insegna era attaccata con un anello a un blocco realizzato a forma di libro aperto alto 20 mm e largo 31 mm. Al centro di questo, su una colonna ricoperta smaltata di rosso, erano presenti le immagini di cinque tappeti turkmeni dorati. Il blocco era smaltato di verde e aveva un ornamento dorato.
Il nastro è verde con sottili strisce bianche orizzontali e al centro una stella a otto punte dorata.